# جیمی کانر (بازیکن فوتبال، زاده ۱۹۳۸)
جیمی کانر (انگلیسی: Jimmy Connor؛ زادهٔ ۲۸ نوامبر ۱۹۳۸) بازیکن فوتبال اهل بریتانیا است.
از باشگاه‌هایی که در آن بازی کرده‌است می‌توان به باشگاه فوتبال دارلینگتون اشاره کرد.